# تشيري
تشيري (بالإنجليزية: Kara Drew)‏ هي مديرة (مصارعة محترفة) أمريكية، ولدت في 15 يوليو 1975 في موريستاون في الولايات المتحدة.

## وصلات خارجية
- تشيري على موقع دبليو دبليو إي (الإنجليزية)
- تشيري على موقع CageMatch worker (الإنجليزية)
- تشيري على موقع عالم المصارعة على الإنترنت (الإنجليزية)
- تشيري على موقع عالم المصارعة على الإنترنت (الإنجليزية)

- تشيري على موقع IMDb (الإنجليزية)